# Église Saint-Julien-et-Sainte-Basilisse de Villemolaque
Pour les articles homonymes, voir église Saint-Julien-et-Sainte-Basilisse.
L'église Saint-Julien-et-Sainte-Basilisse est une église romane située à Villemolaque, dans le département français des Pyrénées-Orientales.

## Situation
L'église est située au sein du village.